# Christer Åberg
Hans Christer Åberg, ogift Nilsson, född 23 april 1964 i Saltsjöbadens församling i Stockholms län, är en svensk evangelist, bloggare och författare. Han är känd för sin bloggsajt apg29.nu som är en av Sveriges största kristna bloggar.

## Biografi
Åberg blev som spädbarn lämnad av sina föräldrar till barnhem. Han kom senare till en fosterfamilj där han kände sig ovälkommen och beskriver själv sin skoltid som mörk. Som 20-åring blev han ”frälst” och fick en stark upplevelse av att vara sedd av Gud och har sedan dess verkat som evangelist. Han har bland annat uppträtt tillsammans med sångarevangelisten Nenne Lindberg och hans team, och har återkommande medverkat i kanalen Himlen TV7.
År 2001 startade han bloggsajten Apg29 som haft mer än en miljon visningar. Sajten har kritiserats för islamfientligt innehåll samt för att ha kallat homosexualitet för en livsstil. Webbplatsen har också uppmärksammants för att ha kritiserat Romersk-katolska kyrkan och Jesu Kristi kyrka av sista dagars heliga samt Jehovas vittnen för gärningslära.
2016 kom Åberg ut med sin första bok, den självbiografiska Den längsta natten. Boken handlar om hur hans höggravida fru och nyfödde son 2008 dog i fostervattenembolism. 2020 kom Åberg ut med sin andra självbiografiska bok, Den oönskade, som handlar om hans uppväxt.

### Familj
Christer Åberg gifte sig 2004 med Marie Åberg (1964–2008) med vilken han fick en dotter (född 2006) och en son (född och död 2008).